# Метелица, Наталья Ивановна
Наталья Ивановна Метелица (род. 7 апреля 1948 года, Псковская область, РСФСР, СССР) — советский и российский театровед, куратор, директор Санкт-Петербургского музея театрального и музыкального искусства, художественный руководитель фестиваля «Дягилев. Постскриптум». Заслуженный работник культуры Российской Федерации (1993).

## Карьера
В 1972 году окончила факультет истории и театральной критики Ленинградского государственного института театра, музыки и кинематографии. В1973 году пришла на работу в Ленинградский театральный музей. Работала научным сотрудником, экскурсоводом, лектором, затем руководила научно-просветительским отделом, была заместителем директора по научной работе. С 2006 года — директор музея.
С 2009 года — художественный руководитель фестиваля «Дягилев. Постскриптум». В 2017 и 2018 году была включена в список самых влиятельных женщин Санкт-Петербурга по версии газеты «Деловой Петербург».

## Награды
- Орден Почёта (25 января 2017 года) — за заслуги в развитии отечественной культуры и искусства, многолетнюю плодотворную деятельность[7].
- Орден Дружбы (15 мая 2009 года) — за заслуги в развитии отечественной культуры и искусства, многолетнюю плодотворную деятельность[8][9]
- Кавалер ордена «За заслуги» (2014 год, Франция)[10]
- Заслуженный работник культуры Российской Федерации (15 января 1993 года) — за заслуги в области культуры и многолетнюю плодотворную работу[2][11]
- Премия Правительства Российской Федерации в области культуры (2 марта 2020 года) — за цикл международных выставок, пропагандирующих историю российского театра[12].